# Symfonie nr. 2 (Bruckner)
Symfonie nr. 2 is een compositie van de Oostenrijkse componist Anton Bruckner.

## Ontstaan
Bruckner schreef de symfonie in 1871-72. De compositie viel deels samen met zijn concerttournee in Frankrijk en Engeland, waar hij triomfen vierde met zijn orgelimprovisaties. Omdat Bruckner de later geannuleerde ‘Nullte’ symfonie nog meerekende werd de nieuwe symfonie aanvankelijk zijn ‘derde’. Na enige jaren corrigeerde hij de nummering en zo ging het werk door als de Tweede. De verschillende versies vertonen een ingewikkeld patroon. De eerst gedrukte versie wijkt af van elk van de eerdere versies. Van de beide Bruckner-bezorgers kon noch Robert Haas (die een "mixed version" uitgaf), noch Leopold Nowak de problemen definitief oplossen rond met name het Andante en de Finale (met ingelaste gedeelten uit de Mis in f). "Critical editions" van de oorspronkelijke versie van 1872 (alsook van de herzieningen van 1873 en 1876) en van de tweede versie van 1877 werden door William Carragan teweeggebracht.
Het is de enige symfonie die aan niemand werd opgedragen. Liszt weigerde de opdracht stilzwijgend. Wagner koos voor de derde symfonie toen hem de keus werd gelaten tussen de tweede en derde symfonie.
De finale van de symfonie is qua maten het langste symfoniedeel dat Bruckner schreef: maar liefst 806 maten in de versie van 1872. Bruckner schrapte in 1873 en 1876 een aantal gewaagde passages.

## Delen
1. Moderato (in c)
2. Scherzo: ziemlich schnell (in c)
3. Adagio, bewegt, quasi andante (in As)
4. Finale: Allegro (in c)

## Structuur
I. Moderato (in c)

Het openingsthema (door violoncelli tegen sextolen van violen en altviolen) is met dat van de 7e symfonie het langste thema dat Bruckner ooit schreef. Ook het cantante 2e thema is voor de celli (ingezet na een eerste generale pauze). Het derde thema klinkt in de hobo en lijkt te verwijzen naar Rienzi van Wagner.
II. Scherzo: ziemlich schnell (in c)

Een Oostenrijkse volksdans met als trio een ländler.
Het Scherzo werd als derde deel geplaatst vanaf de herziening van 1873.
III. Adagio, bewegt, quasi andante (in As)

De violen beginnen (eerste thema) met een oktaafsprong naar beneden wat later in omkering terugkomt. Het tweede thema is voor de hoorns met (pizzicato) strijkersbegeleiding. Ook hier weer een citaat uit een mis (Benedictus uit Mis in f "In nomine Domini"). Bruckner gaf hier zelf ooit de toelichting dat hij God wilde danken voor zijn scheppingskracht, waaraan hij lange tijd getwijfeld had.
In de 1872 versie is het slot voor solerende viool, fluit en hoorn tegen lang door de strijkers aangehouden tonen.
Het Adagio werd als tweede deel geplaatst vanaf de herziening van 1873. In het slot werd vanaf de herziening van 1873 de solerende hoorn vervangen door een klarinet en de altviolen.
IV. Finale: Allegro (in c)

De finale is speelser dan men kent van Bruckner en herinnert aan Mendelssohn. Het is desondanks qua maten een lang deel en het bevatte oorspronkelijk gewaagde passages, die soms jazz-achtig aandoen. Ook een lange lyrische passage werd door hem in 1876 definitief geschrapt. De finale bevat ook een merkwaardig citaat uit het Kyrie van de Mis in f. Het werk eindigt in een stralend C majeur.

## Betekenis
In 1872 werd dit stuk in Wenen afgewezen als onspeelbaar. Bij de première in 1873 ter gelegenheid van het slotfeest van de wereldtentoonstelling onder leiding van Bruckner werd het een triomf voor hem. Toch was er weinig begrip bij de musici. Vanwege de vele generale pauzes noemden zij deze 2e symfonie wel spottend de "Pausensinfonie". Bruckner zelf zei daarover: ‘als ik iets belangrijks te zeggen heb, moet ik eerst even ademhalen’.
Symfonie in f · Symfonie nr. 1 · Symfonie in d · Symfonie nr. 2 · Symfonie nr. 3 · Symfonie nr. 4 'Romantische' · Symfonie nr. 5 · Symfonie nr. 6 · Symfonie nr. 7 · Symfonie nr. 8 · Symfonie nr. 9